# Pożoga (powieść Zofii Kossak)
Pożoga. Wspomnienie z Wołynia 1917-1919 – powieść autobiograficzna napisana przez Zofię Kossak w 1922 roku. Opisuje wydarzenia na Wołyniu w czasach rewolucji lutowej oraz październikowej, podczas okupacji niemieckiej tych terenów, oraz konflikt zbrojny Polaków i Ukraińców.
Autorka mieszkała w Nowosielicy. W książce, oprócz opisu zagłady swojego domu rodzinnego zamieściła także wzmianki o losach innych sadyb szlacheckich, głównie ze wschodniej części Wołynia, znajdującej się poza linią Słucza, który w okresie międzywojennym stał się wschodnią granicą Polski.
Do wzmiankowanych miejscowości należą Łaszki Głębockich, Semerynki Czeczelów, a potem Pruszyńskich (wraz z losem zaprzyjaźnionego z autorką Jana Pruszyńskiego), Derkacze Gryf-Rotharyuszów, Bergiele Mazarakich, Eliaszówka Dorożyńskich, Samczyńce, Pohoryła, Żerebki, Starostowo, Nowy Tok, Skoworodki, Werchniaki i inne miejsca dawnego szlaku tatarskiego; Werborodyńce, Ładyhy Szaszkiewiczów, Małaszycha, Świnna, Dmitrówka, Łahodyńce, Korytna Kosseckich, Skazińce, Malinicze, Bujwołowce, Knyszyńce, Skibniewo, Andrejkowce, Rajkowce; Ochrymowce Stanisława Skibniewskiego, Markowce Rohna, Tereszki Grocholskich, Kaczanówka, Bejzymy, Niemirów, Hryców, Teofipol, Połonne, Międzybóż...
Książka zawiera także charakterystykę Ukraińskiej Centralnej Rady, świadectwa o działalności partyzanckiej Feliksa Jaworskiego w okolicach Antonin, w których stworzono ośrodek samoobrony, będący pierwowzorem o ponad dwadzieścia lat późniejszej Obrony Przebraża. Autorka nakreśliła kilka słów o działalności duszpasterskiej Anzelma Zagórskiego ze Starokonstantynowa, księdza Milewskiego z Butowiec i społecznej Anieli Świecickiej z Rasztówki.
Wydarzenia opisane w Pożodze stały się tematem kilku utworów innych autorów:
- Elżbieta z Zaleskich Dorożyńska Na ostatniej placówce: dziennik z życia wsi podolskiej w latach 1917–1921, Gebethner i Wolff, 1925
- Maria Dunin-Kozicka, Burza od Wschodu: wspomnienia z Kijowszczyzny, 1918-1920
- Izabela Lutosławska, Bolszewicy w polskim dworze
- Jadwiga Januszkiewiczowa, W potopie krwi i łez: Wspomnienia zakładniczki
- Henryk Glass, Na szlaku Chudego Wilka
- Eugeniusz Małaczewski, Koń na wzgórzu

Wobec utraty dokumentacji, zbieranej w Antoninach przez ojca autorki, próbę opisu strat dla zabytków kultury materialnej w tych wypadkach podjął Antoni Urbański w cyklu książek znanym jako Memento kresowe. Późniejszym, podobnym opisem zaginionego świata były Dzieje rezydencji na dawnych kresach Rzeczypospolitej Romana Aftanazego.